# (20293) Sirichelson
(20293) Sirichelson (1998 FQ72) – planetoida z pasa głównego asteroid okrążająca Słońce w ciągu 3,82 lat w średniej odległości 2,44 j.a. Odkryta 20 marca 1998 roku.